# Papyrus d'Éléphantine

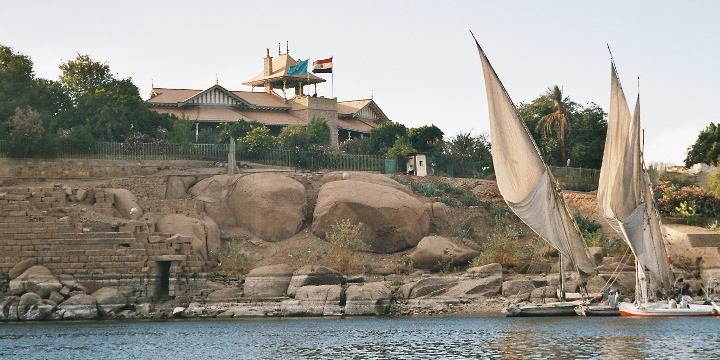
L'île d'Éléphantine. En bas à gauche : nilomètre du temple de Khnoum

Les papyrus d'Éléphantine sont une collection de manuscrits juifs anciens dont les plus vieux remontent au Ve siècle avant J.-C. Ils viennent d'une communauté juive à Éléphantine (qui portait autrefois le nom de Yeb), une île dans le Nil à la frontière de la Nubie. Éléphantine avait probablement été créée comme installation militaire aux environs de 650 av. J.-C. sous le règne de Manassé, roi de Juda, pour aider le pharaon Psammétique Ier dans sa campagne de Nubie. Le sol sec de la Haute-Égypte a préservé des documents des forteresses frontalières égyptiennes d'Éléphantine et de Syène (Assouan). Des centaines de ces papyrus d'Éléphantine, écrits en égyptien hiératique et démotique, en araméen, en grec, en latin et en copte, couvrent une période de mille ans. Des documents juridiques et un cache de lettres ont subsisté et sont arrivés sur le « marché gris » d'antiquités local à partir de la fin du XIXe siècle avant d'être dispersés dans plusieurs collections occidentales.
Bien que certains fragments sur papyrus soient beaucoup plus anciens, le plus grand nombre des papyrus sont écrits en araméen, la lingua franca de l'empire perse, et nous renseignent sur la communauté juive parmi les soldats stationnés à Éléphantine sous la domination perse. Les documents d'Éléphantine comprennent des lettres et des contrats juridiques concernant les familles, ainsi que d'autres archives : documents de divorce, l'affranchissement des esclaves, et d'autres affaires, et ils constituent une source précieuse de connaissances sur les lois, la société, la religion, la langue et l'onomastique, l'étude des noms nous révélant parfois des surprises.
Découverte en 1907, la « lettre de Pâque » datant de 419 avant J.-C, donne des instructions détaillées pour célébrer correctement la Pâque ; elle est au Musée égyptien de Berlin.
D'autres papyrus d'Éléphantine sont au musée de Brooklyn. Leur découverte est une histoire remarquable en elle-même. Ces documents ont d'abord été acquis en 1893 par un journaliste de New York, Charles Edwin Wilbour. Après être restés dans un entrepôt pendant plus de cinquante ans, les papyrus ont été expédiés au département égyptien du musée de Brooklyn. C'est à ce moment que les chercheurs ont fini par se rendre compte que « ce qu'avait acquis Wilbour, c'étaient les premiers papyrus d'Éléphantine ».
Parmi ces manuscrits, le papyrus Pascal, (appelé également « lettre pascale de Darius II »), présente un intérêt particulier pour l'étude de la Bible hébraïque.

## Renseignements issus des papyrus d'Éléphantine

### Papyrus araméens
Une riche documentation, constituée de papyrus en araméen, trouvée dans l’île Éléphantine, nous renseigne de façon détaillée sur la vie d’une communauté juive installée à Éléphantine et Syène (Assouan aujourd’hui). Il s’agit de militaires qui vivent, avec leur famille, dans la garnison chargée de surveiller la frontière sud de l’Égypte. Édités par Cowley en 1932 puis par Grelot en 1972,, ces papyrus ont fait l'objet de diverses études dont, récemment, un livre détaillé de Joseph Mélèze-Modrzejewski et une page web de K.C. Hanson.
Une traduction en araméen de l'inscription de Behistun, relatant le règne de l'empereur perse Darius Ier, fait partie des documents. La grande inscription trilingue de Behistun (vieux perse, élamite, akkadien) est gravée sur une falaise près de Babylone. Elle n'est pas lisible d'en bas, mais Darius Ier a, selon la fin de l'inscription, « reproduit [le texte] sur tablette et sur enveloppe » (c'est-à-dire en graphie cunéiforme sur l'argile et en araméen sur peau), « et cela a été écrit et lu devant moi. Ensuite, je l'ai envoyé partout dans les provinces. » Le récit date de -522 à -520. Le papyrus d'Éléphantine est une copie plus tardive, peut-être sous Darius II de cette version en araméen.
Si ces papyrus ne permettent pas précisément de savoir à quelle date ces soldats judéens viennent en Égypte, il semble établi que c'est le pharaon Apriès, petit-fils de Nékao II, qui organise leur venue en 587 av. J.-C. au moment du siège de Jérusalem (chute le 29 juillet 586). La communauté a construit, autrefois, « avant Cambyse » selon les papyrus, un temple véritable avec « holocauste, encensement et oblation » (Cambyse II envahit l’Égypte en 525 av. J.-C., la place sous domination Perse et se fait couronner pharaon).

### Vie quotidienne de la communauté juive d'Éléphantine

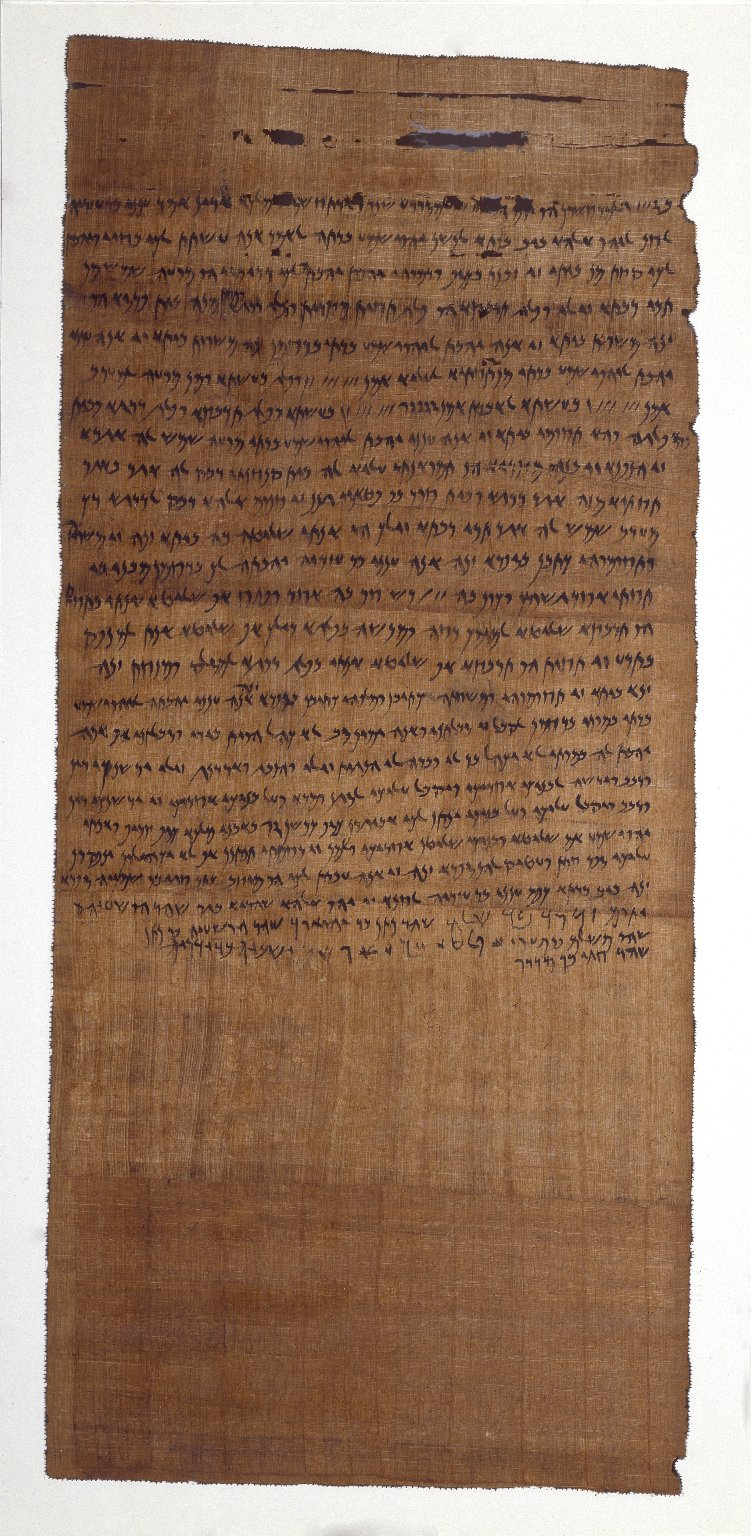
Document de cession de propriété : Ananiah donne à Yehoishema une autre partie de la maison, le 25 ou le 26 novembre 404 av. J.-C.

Par une série de papyrus publiés par Cowley puis par Grelot, nous savons tout de la vie de Mibtahyah, née vers 475 av. J.-C., mariée à quinze ans avec un Juif d’Éléphantine (son père la dote d’une maison et d’un terrain), veuve sans enfant treize ans plus tard, propriétaire d’une seconde maison que lui donne son père, mariée à un Égyptien cette fois, divorcée en 440 av. J.-C.. Elle garde les maisons, selon le contrat de mariage, et intente un procès qu’elle gagne pour récupérer les autres biens du ménage. Elle épouse un autre Égyptien (entre 447 et 441 av. J.-C.), qui la laisse veuve avec deux fils vers 420 av. J.-C.. Elle meurt dix ans plus tard. Le texte complet est donné par Joseph Mélèze-Modrzejewski.
On notera le caractère très moderne de la législation sur la femme dans l'Égypte antique, ainsi que l’absence de xénophobie dans la population égyptienne (ces mariages mixtes sont courants à Éléphantine) comme dans les tribunaux égyptiens. On notera aussi que cette communauté juive ne respecte pas du tout la prescription deutéronomique qui, depuis Josias et Esdras, interdit absolument tout mariage mixte.

### «Papyrus pascal»
Esdras et Néhémie souhaitent resserrer les liens du judaïsme à Jérusalem avec la communauté juive d'Éléphantine. Un document, appelé le « papyrus pascal », daté de 419 ou 418 av. J.-C., en témoigne. Il s'agit d'une lettre adressée à Yédonyah, le neveu de Mibtahyah, par Hananyah (peut-être le frère de Néhémie ou l'un de ses collaborateurs). Cette lettre demande qu'à Éléphantine soit désormais respectée, pour la célébration de la Pâque et de la fête des Azymes, la date fixe du 15 au 21 du mois de Nissan comme à Jérusalem, et non plus une date locale liée au début des moissons. Ce papyrus est le signe qu'à cette époque, la juridiction du grand prêtre s'élargit aux temples et, plus généralement, à la société judéenne.

## Temple juif d’Éléphantine

### Destruction du temple

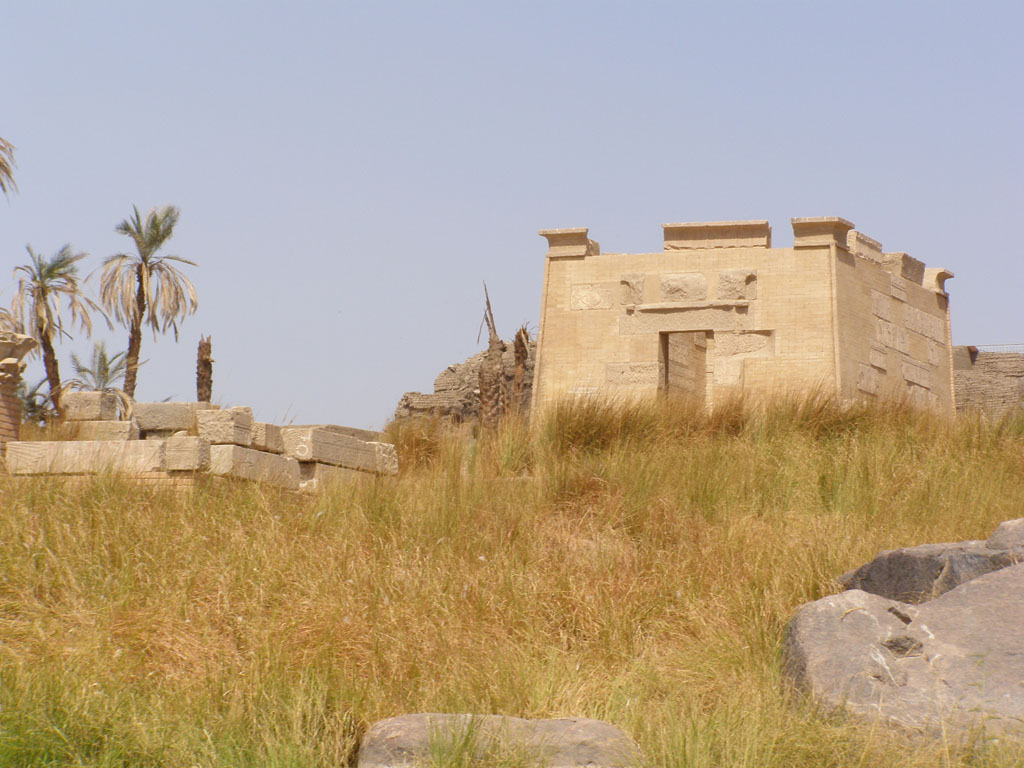
Ruines du temple de Khnoum, pointe sud d'Éléphantine

Les Juifs avaient leur propre temple à Yehovah où ils affichaient des croyances polythéistes, et qui fonctionnait à côté de celui de Khnoum.
Le fonctionnement du temple d’Éléphantine pose un double problème religieux, vis-à-vis du culte juif d’une part (le principe deutéronomique de la centralité du culte à Jérusalem se trouve violé, l'utilisation du trigramme YHW au lieu du tétragramme YHWH a pour but, avec le retrait d'une lettre, de contourner l'interdiction deutéronomique : voir l'article YHWH, et aussi du fait qu'ils adoraient deux autres dieux, un masculin et un féminin), vis-à-vis du culte égyptien d’autre part (le culte de Khnoum, dieu-bélier d’Éléphantine, dieu-potier des enfants à naître, s’accommode mal du sacrifice des béliers lors de la pratique régulière de l’holocauste).
En 410 av. J.-C., une révolte éclate, fomentée par les prêtres égyptiens de Khnoum, contre le temple juif. Ce sont des officiers perses qui dirigent cette action et détruisent le temple entièrement. Ils s’en prennent au bâtiment et aux biens, mais pas physiquement aux personnes. Les exécutants seront ensuite éliminés, les prêtres juifs se trouvant ainsi, dans ce qui semble un règlement de comptes, partiellement vengés : « Quant aux hommes qui avaient désiré du mal à ce sanctuaire, ils ont tous été tués, et nous les avons eus en spectacle. » Les prêtres égyptiens de Khnoum, fomenteurs mais non acteurs de la révolte, ne sont pas inquiétés.
La « Requête à Bagoas » (collection Sayce - Cowley ) est une lettre écrite en 407 av. J.-C. à Bagoas, le gouverneur perse de Judée, et qui lançait un appel à l'aide pour la reconstruction du temple juif à Éléphantine, qui venait d'être endommagé gravement à l'instigation des prêtres du temple (égyptien) de Khnoum. Dans le cadre de cet appel, les habitants juifs d'Éléphantine parlaient de l'ancienneté du temple endommagé :
« Nos ancêtres ont bâti ce temple dans la forteresse d'Éléphantine à l'époque du royaume d'Égypte, et lorsque Cambyse est venu en Égypte il l'a trouvé déjà construit. [Les Perses] ont renversé tous les temples des dieux de l’Égypte, mais personne n'a causé aucun dommage à ce temple. »
La communauté lança également un appel à l'aide à Sanballat, un potentat samaritain, et à ses fils Delaiah et Shelemiah, ainsi qu'à Johanan ben Éliashib (en). Sanballat et Johanan sont tous les deux mentionnés dans le Livre de Néhémie, 2:19, 12:23.
Il y eut une réponse des deux gouverneurs (Bagoas et Delaja), écrite sous la forme d'un mémorandum et qui donnait la permission de reconstruire le temple comme il était auparavant. Les faits se trouvent très clairement relatés dans un papyrus araméen écrit par ceux qui les ont subis. Arshama est le satrape d’Égypte, c’est-à-dire le gouverneur, un fonctionnaire médo-perse. Vidranga est le gouverneur (perse) d’Éléphantine. Bagôhi est le satrape (perse) de Judée. Sin’uballit est le satrape (juif) de Samarie. Yahôhanan est le grand-prêtre (juif) du Temple de Jérusalem. Jédonyah est un prêtre du temple juif d’Éléphantine. La traduction intégrale de ce papyrus (document de 24 × 32 cm, écrit sur les deux faces, trente lignes, conservé au Staatliche Museem à Berlin, édité par Cowley no 30-31, puis par Grelot no 102.) est donnée par Joseph Mélèze-Modrzejewski (on trouve également une traduction complète en anglais sur le site web de K. C. Hanson) :
« À notre seigneur Bagôhi, gouverneur de Judée, tes serviteurs Yédonyah et ses collègues les prêtres d’Éléphantine-la-forteresse. Le salut de notre Seigneur, que le Dieu du ciel (l’)accorde en tout temps ! Qu’il te mette en faveur devant le roi Darius et les membres de la maison royale ! Qu’il te donne une longue vie ! Sois heureux et prospère en tout temps. Maintenant, ton serviteur Yédonyah et ses collègues parlent ainsi :

Au mois de Tamouz, l’an 14 du roi Darius, lorsqu’Arshama partit et alla auprès du roi, les prêtres de Knoub, le dieu qui est à Éléphantine-la-forteresse, donnèrent l’argent et les biens à Vidranga, le gouverneur qui était ici : « le sanctuaire de YHW le Dieu qui est à Éléphantine-la-forteresse, qu’on le fasse disparaître de là ! » Ensuite, ce vaurien de Vidranga envoya une lettre à Nafaïna son fils, qui était le chef de la garnison à Syène-la-forteresse, en disant : « le sanctuaire de YHW le Dieu qui est à Éléphantine-la-forteresse, qu’on le détruise ! » Ensuite, ledit Nafaïna conduisit les Égyptiens avec d’autres militaires ; ils vinrent dans la forteresse d’Éléphantine avec leurs armes. Ils entrèrent dans ce sanctuaire, ils le détruisirent jusqu’au ras du sol ; quant aux colonnes qu’il y avait là, ils les brisèrent. En outre, il y avait cinq grands portiques construits en pierre de taille qui étaient dans ce sanctuaire ; ils les détruisirent. Leurs vantaux en bon état, et les gonds de ces vantaux en bronze, ainsi que la toiture de ce sanctuaire, le tout en planches de cèdre avec le reste du matériel et les choses qu’il y avait là, ils les brûlèrent par le feu. Quant aux bassins d’or et d’argent et aux affaires qui étaient dans ce sanctuaire, ils les prirent tous et se les approprièrent. »
« Or (c’est) depuis les jours des rois d’Égypte (que) nos pères avaient construit ce sanctuaire à Éléphantine-la-forteresse ; et lorsque Cambyse entra en Égypte, il trouva ce sanctuaire construit ; et les sanctuaires des dieux égyptiens, ils ont tous été saccagés, et personne n’endommagea rien dans ce sanctuaire-là. Lorsqu’ainsi fut fait, nous-mêmes avec nos femmes et nos enfants, nous nous sommes revêtus de sacs et nous avons jeûné et prié YHW, le Seigneur du ciel, qui nous a donnés en spectacle cette canaille de Vidranga : on a enlevé ses anneaux de ses pieds, et tous les biens qu’il avait acquis ont été perdus. Quant aux hommes qui avaient désiré du mal à ce sanctuaire, ils ont tous été tués, et nous les avons eus en spectacle. En outre, avant cela, au temps où ce mal nous fut fait, nous avions envoyé une lettre à ce sujet à notre Seigneur, et aussi à Yahôhanan le grand prêtre et ses collègues, les prêtres à Jérusalem, et à Ostana frère de Ananî et les notables de Judée : on ne nous a pas envoyé une seule lettre. En outre, depuis le mois de Tamouz de l’an 14 du roi Darius et jusqu’à ce jour, nous sommes revêtus de sacs et nous jeûnons ; nos femmes ont une tenue de veuve ; nous ne faisons pas d’onction d’huile et nous ne buvons pas de vin. En outre, depuis ce temps-là jusqu’à ce jour, en l’an 17 du roi Darius, on n’a fait dans ce sanctuaire ni oblations, ni encensement, ni holocauste. »
« Maintenant, ton serviteur Yédonyah et ses collègues les prêtres d’Éléphantine-la-forteresse, et tous les Juifs citoyens d’Éléphantine, parlent ainsi : « S’il paraît bon à notre Seigneur, soucie-toi de ce sanctuaire à construire. Vois quels obligés et quels amis tu as ici en Égypte : qu’une lettre leur soit envoyée par toi au sujet du sanctuaire de YHW le Dieu, pour qu’on le reconstruise comme il était construit avant ; et l’oblation, l’encensement et l’holocauste, nous (les) offrirons en ton nom sur l’autel de YHW le Dieu, et nous prierons pour toi en tout temps, nous-mêmes, nos femmes, nos enfants et tous les Juifs d’ici ». Si tu fais en sorte que ce sanctuaire soit construit, tu auras plus de mérite devant YHW, le Dieu du ciel, qu’un homme qui lui offrirait des holocaustes et des sacrifices pour une valeur de mille talents d’argent. Quant à l’or, nous avons envoyé nos instructions. En outre, au sujet de toute l’affaire, nous avons envoyé une lettre en notre propre nom à Dalayah et Shèlèmyah, les fils de Sin’uballit, le gouverneur de Samarie. En outre, tout ce qui a été fait Arshama ne l’a pas su. Le 20 de Marheshwan, l’an 17 du roi Darius. »

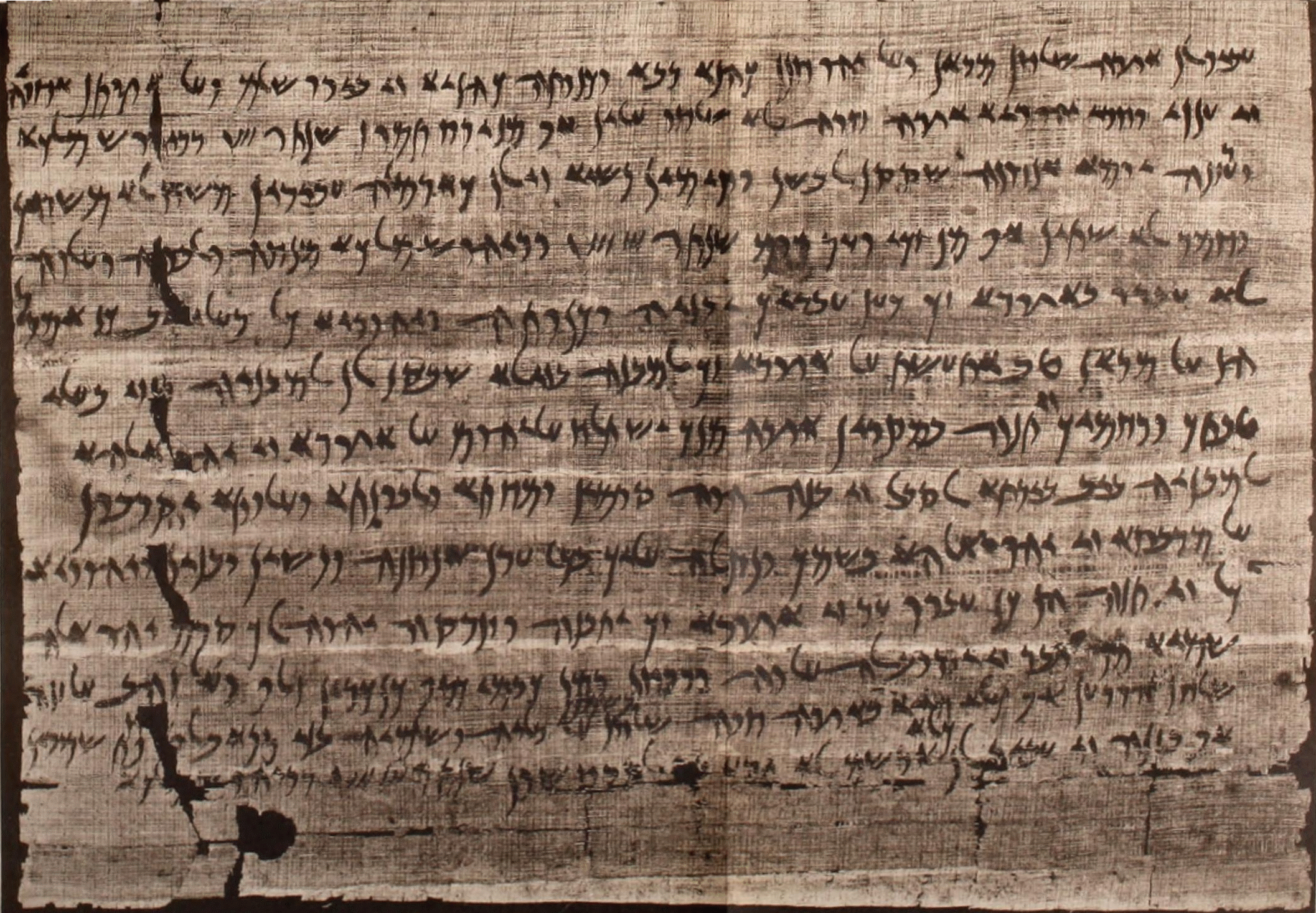
Lettre en araméen issue des Papyrus d'Éléphantine de la communauté juive, adressée à Bagoas, gouverneur de Juda, où les auteurs (Yedoniah et ses collègues prêtres) demandent la reconstruction d'un temple juif à Éléphantine, détruit par des païens égyptiens. Lettre datée de l'année 17 du roi sous l'autorité du satrape égyptien Arsames, correspondant à 407 av. J.-C.

En 2004, le Brooklyn Museum of Art a créé une exposition intitulée « la vie juive dans l’Égypte ancienne : des archives de famille de la vallée du Nil », qui présentait le couple interconfessionnel d'Anania, fonctionnaire au temple de Yahou (c.à.d. Yahweh), et de sa femme, Tamut, qui était auparavant une esclave égyptienne appartenant à un maître juif, Meshullam,. Certains documents explicatifs de 2002 comprenaient des commentaires sur des ressemblances structurelles importantes entre le judaïsme et la religion égyptienne antique et comment tous les deux ont coexisté facilement et se sont fondus à Éléphantine.

### Reconstruction
Une démarche des prêtres juifs auprès des prêtres de Jérusalem reste sans réponse. Un an plus tard, c’est une démarche des gouverneurs perses de Samarie et de Judée qui débloque la situation. Ils demandent au gouverneur perse d’Égypte d’autoriser la reconstruction du temple à l’identique, d’y autoriser l’oblation et l’encensement, mais aucun holocauste n’y sera autorisé à l’avenir. La demande tient compte à la fois des réticences des prêtres de Jérusalem et de la volonté des prêtres égyptiens de Khnoum : les béliers seront désormais respectés. Selon un second papyrus (Cowley no 32, Grelot no 103), Bagôhi et Dalayah (l’un des fils du satrape de Samarie) interviennent auprès d’Arshama en envoyant un messager :
« Mémorandum de Bagôhi et Dalayah. Ils m’ont dit : Mémorandum. Tu auras à dire en Égypte devant Arshama, au sujet de la maison-à-autel du Dieu du ciel, qui avait été construite à Éléphantine-la-forteresse autrefois avant Cambyse, (et) que ce vaurien de Vidranga a détruite en l’an 14 du roi Darius : de la construire à sa place comme elle était auparavant, et l’on offrira l’oblation et l’encensement sur cet autel, conformément à ce qui était fait auparavant. »
Le feu vert est donné par le satrape d’Égypte en 406 av. J.-C.. Les prêtres de Khnoum obtiennent satisfaction sur le fond, avec une promesse des prêtres juifs. Un troisième papyrus (Cowley no 33, Grelot no 104) contient les remerciements des intéressés à Arshama :
« Tes serviteurs : le nommé Yédonyah fils de Gamaryah : 1 ; le nommé Ma’ûzî fils de Natan : 1 ; le nommé Shama’yah fils de Haggay : 1 ; le nommé Hôshéa fils de fils de Yatôm : 1 ; le nommé Hoshéa fils de Nattûn : 1 ; en tout, cinq hommes syènites qui sont colons à Éléphantine-la-forteresse, parlent ainsi : Si notre Seigneur le veut, le sanctuaire de YHW notre Dieu sera construit à Éléphantine-la-forteresse comme il était avant, et il n’y sera pas fait d’holocauste de béliers, bœuf et boucs, mais on offrira l’encensement (et) l’oblation. Et que notre Seigneur fasse une enquête là-dessus. Quant à nous, nous donnerons à la maison de notre Seigneur une somme de ... ainsi que de l’orge : mille artabes. »
Il semble que le temple ait été reconstruit, mais nous perdons la trace de la communauté juive d’Éléphantine quand une rébellion égyptienne, en 399 av. J.-C., boute les Perses hors d’Égypte.
Vers le milieu du IVe siècle avant notre ère, le temple d'Éléphantine cessa de fonctionner. Des fouilles ont prouvé que la reconstruction et l'agrandissement du temple de Khnoum sous Nectanébo II ont occupé l'emplacement de l'ancien temple de Yahvé.

## Hostilité à l'égard de la communauté juive
La destruction du temple d'Éléphantine est un conflit local dont les acteurs principaux sont des prêtres (prêtres de Khnoum, prêtres du temple d'Éléphantine) et les acteurs secondaires des officiers Perses. La lecture attentive des papyrus montre que le peuple égyptien n'est pas impliqué, d'une part, et d'autre part qu'aucun Juif n'a été tué ni même blessé.
Le premier pogrom en Égypte aura lieu beaucoup plus tard, dans l'Égypte romaine, en août 38 à Alexandrie. Mais les Égyptiens n'auront aucune part dans ce pogrom, qui sera le fait des Grecs. Enfin, c'est dans l'Égypte romaine que, de 115 à 117, la quasi-totalité de la population juive d'Égypte sera exterminée par l'armée romaine avec la participation très active, à Alexandrie notamment, des Grecs d'Égypte.